# Савчук Гліб Олександрович
Гліб Олександрович Савчук (нар. 17 лютого 2003, Хмельницький, Україна) — український футболіст, захисник «Епіцентр».

## Клубна кар'єра
Народився у Хмельницькому. Вихованець місцевого «Поділля», перший тренер — Олександр Ірклієнко.
У 2016 році перебрався до «УФК-Карпат». На початку січня 2020 року перейшов до юнацької команди «зелено-білих», а наступного сезону дебютував вже в молодіжній команді клубу. У футболці першої команди «Карпат» дебютував 30 серпня 2020 року в програному (064) виїзному поєдинку кубку України проти «Епіцентру». Гліб вийшов на поле в стартовому складі та відіграв увесь матч. У Другій лізі України свій перший поєдинок провів 6 вересня 2020 року в програному (0:3) домашньому поєдинку 1-го туру групи А проти хмельницького «Поділля». Савчук вийшов на поле на 84-ій хвилині, замінивши Тимофія Калинчука. З вересня по листопад 2020 року провів 8 поєдинків у Другій лізі України та 1 матч у кубку України.
У середині лютого 2021 року перебрався до іншої львівської команди — «Руху». За дорослий склад першої команди дебютував 21 вересня 2021 року в переможному (3:0) виїзному поєдинку 1/16 фіналу кубку України проти МФК «Миколаїв». Гліб вийшов на поле в стартовому складі та відіграв увесь матч. Сезон 2023/24 провів в оренді у першоліговому «Поділлі».
У липні 2024 Гліб залишив «Рух» і уклав угоду з іншим клубом першої ліги — «Епіцентром».

## Кар'єра в збірній
З 2019 по 2020 рік провів 5 матчів за юнацьку збірну Україну (U-17).